# 谢尔盖·奥热戈夫
谢尔盖·伊万诺维奇·奥热戈夫（俄语：Серге́й Ива́нович О́жегов，1900年9月22日—1964年12月15日）是一位俄罗斯辭書學家 ，1926年，奥热戈夫毕业于列宁格勒大学。他的著作《俄语词典》经他人更新和修正后，成為当今俄语世界最广泛使用的参考书之一。       